# Smooth FreeJazz
Smooth FreeJazz ist ein Jazzalbum von Dave Sewelson. Die um 2020 in den Park West Studios, Brooklyn entstandenen Aufnahmen erschienen am 14. Januar 2022 auf dem Label Mahakala Music.

## Hintergrund
Der Saxophonist Dave Sewelson, Gründungsmitglied des Microscopic Septet, arbeitete in den 2010er-Jahren mit William Parkers Little Huey Creative Music Orchestra und der Captain Beefheart Coverband Fast 'N' Bulbous; daneben nahm er zwei Alben unter eigenem Namen auf, Music for a Free World (entstanden 2017–19 mit Steve Swell, William Parker und Marvin „Boogaloo“ Smith) und  schließlich Smooth FreeJazz, u. a. mit David Hofstra, mit dem er ab den 1980er-Jahren im The Microscopic Septet und im DUX Orchestra gespielt hatte. Eröffnet wird das Album mit einer fast zwanzigminütigen Version von „Nature Boy“, einem Hit von Nat King Cole aus dem Jahre 1947, der in späteren Jahren von John Coltrane und George Benson gecovert wurde. Die weiteren drei Stücke sind Sewelsons Eigenkompositionen. Das Quartett wiederholt schließlich am Ende des Albums „Nature Boy“ in einer Radio-kompatiblen dreiminütigen Version.

## Titelliste
- Dave Sewelson: Smooth FreeJazz

1. Nature Boy (Eden Ahbez) 19:30
2. Song Moth 7:57
3. The Moment 8:34
4. Bill 8:15
5. Nature Boy (radio version) 3:12

Wenn nicht anders vermerkt, stammen die Kompositionen von Dave Sewelson.

## Rezeption
Nach Ansicht von Mark Corroto, der das Album in All About Jazz rezensierte, hat die Musik der Band bei „Nature Boy“ den Puls von Booker T. & the M.G.’s Hit „Green Onions“ von 1962, was durchgehend andauere. Es sei nur so, dass Sewelsons Baritonsaxophon und seine Growling-Gesänge „mit seinem Geschrei, Jammern und Stöhnen das Alltägliche [des Songs] auf schelmische Weise zum Kentern bringen“. Der stetige Groove von Bassist Dave Hofstra, Schlagzeuger Bernice „Boom Boom“ Brooks und Lap-Steel-Gitarrist Mike Neer bleibe durchweg bestehen, aber es seien Sewelson und die bluesgetränkte Gitarre Mike Neers, die das Glatte aus seiner Enge befreien. Der zuckersüße Puls von „Song Moth“ und „The Moment“ werde durch Töne aus den oberen Registern gedehnt, und die Reggae-Sounds von „Bill“ werde von einem berauschten Walking Bass mittels des Baritonsaxophons und einer intelligent gespielten Lap-Steel-Gitarre gewürzt.